# كيسي موتيت كلاين
كيسي موتيت كلاين (بالإنجليزية: Kacey Mottet-Klein)‏ هو ممثل سويسري، ولد في 1998 بلوزان في سويسرا.

## أعمال

### أفلام
- (2008) منزل
- (2012) الأخت[5]
- (2014) جيما بوفيري[6][7]

## وصلات خارجية
- كيسي موتيت كلاين على موقع IMDb (الإنجليزية)
- كيسي موتيت كلاين على موقع مونزينجر (الألمانية)
- كيسي موتيت كلاين على موقع قاعدة بيانات الأفلام العربية
- كيسي موتيت كلاين على موقع ألو سيني (الفرنسية)
- كيسي موتيت كلاين على موقع أول موفي (الإنجليزية)
- كيسي موتيت كلاين على موقع قاعدة بيانات الأفلام السويدية (السويدية)
- كيسي موتيت كلاين على موقع قاعدة بيانات الفيلم (الإنجليزية)
- كيسي موتيت كلاين على موقع كينوبويسك (الروسية)